# 木田保造
木田 保造（きだ やすぞう、1885年1月13日 - 1940年4月16日）は、明治から昭和にかけて活躍した建築家、建設業者。木田組（後の木田建業）の創始者。深礎工法の発明者。

## 経歴
- 1885年（明治18年）千葉県君津郡大貫町（現・富津市）の網元の家に生まれる[1]。
- 1906年（明治39年）工手学校（現工学院大学）造家学科を卒業し、大蔵省臨時建築部に就職。
- 1911年（明治44年）木田組を創業。
- 1940年（昭和15年）南京において脳溢血のため客死[1]。

## 主な作品
- 真宗大谷派函館別院（函館市、現存。国内初のRC造の寺院）
- 白木屋呉服店（東京都、現存しない）
- 銀座松屋デパート（東京都、現存）
- カトリック元町教会聖堂（函館市、現存）
- 今井百貨店函館支店（現・函館市地域交流まちづくりセンター）（函館市、現存）
- 第百十三国立銀行本店（現・エスイーシー電算センタービル）（函館市、現存）
- 函館貯蓄銀行本店（現・エスイーシー末広ビル）（函館市、現存）
- 金森商船株式会社倉庫（函館市、現存）
- 日魯ビル（函館市、現存）
- 称名寺（函館市、現存）
- 岡本家住宅（函館市、現存）
- 金森洋物店・森屋百貨店（東京都、外観のみ再現）
- 札幌グランドホテル（札幌市、現存しない）
- 丸井今井百貨店（札幌、現存）
- 金森回生堂（函館市、現存しない）
- 麻屋デパート（前橋市、現存）
- 山口玉湖神社（東京都、現存）
- 第一生命（東京都、現存）
- 上野東照宮（東京都、現存）
- 京華女子中学高等学校（東京都、現存）
- 上智大学１号館（東京都、現存）
- 神田明神（東京都、現存）
- 昭和第一高等学校（東京都、現存）
- 福岡銀行須田町支店（東京都、現存しない）
- 松屋呉服店・神田今川橋店（東京都、現存しない）

- 真宗大谷派函館別院
- 今井百貨店函館支店